# Municipio de Sumpango
Municipio de Sumpango är en kommun i Guatemala.   Den ligger i departementet Departamento de Sacatepéquez, i den centrala delen av landet, 24 km väster om huvudstaden Guatemala City.